# Le Petit-Fougeray
Le Petit-Fougeray es una comuna francesa situada en el departamento de Ille y Vilaine, en la región de Bretaña.

## Demografía
| 360 | 347 | 297 | 359 | 387 | 461 | 883 |
| Para los censos de 1962 a 1999 la población legal corresponde a la población sin duplicidades (Fuente: INSEE [Consultar]) |     |     |     |     |     |     |